# Hans Ulrich Bambauer

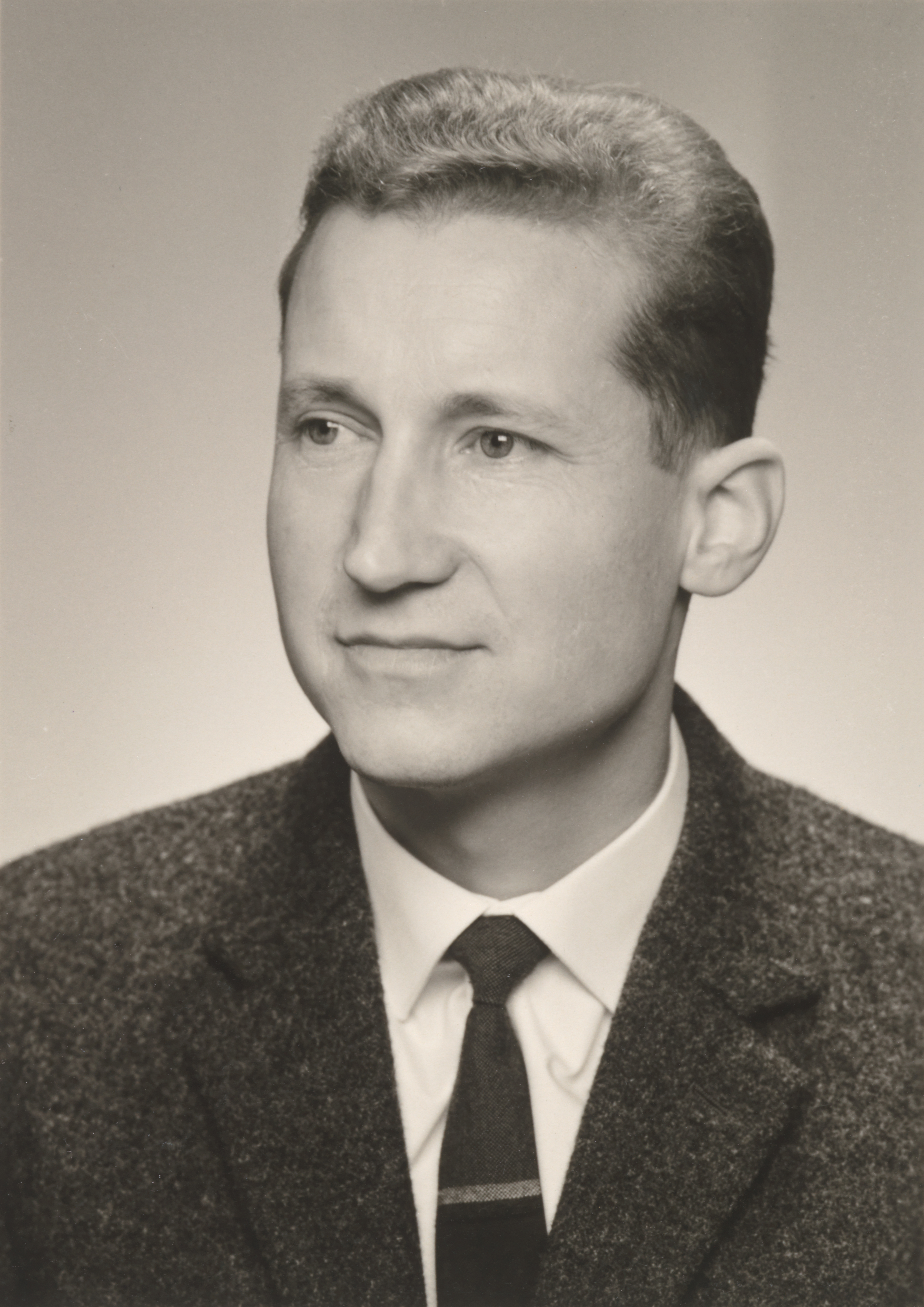
Hans Ulrich Bambauer (circa 1960)

Hans Ulrich Bambauer (* 18. Mai 1929 im heutigen Idar-Oberstein; † 5. Juli 2021 in Ostbevern-Brock) war ein deutscher Mineraloge, Petrograph und Hochschullehrer.

## Werdegang
Bambauer studierte Mineralogie ab 1950 an den Universitäten Münster, Mainz und Zürich. 1955 erwarb er sein Diplom in Mainz, war dort Assistent und wurde 1957 bei Ernst Baier promoviert (Zur Petrographie der permischen Magmatite der Nahemulde. Das Gebiet zwischen Idarbach- und Siesbachtal bei Idar-Oberstein). Danach (1957–1958) war er im Handel tätig, bei der Firma „Gebrüder Bank, Idar-Oberstein“, dort zuständig für Industrieminerale. Ab Ende 1958 war er an der ETH Zürich bei Fritz Laves, an der er sich 1961 habilitierte (Beziehungen zwischen Spurenelementgehalten, Farbzentren und regionaler Verteilung von Quarzen aus Zerrklüften der Schweizer Alpe). Danach war er dort Dozent und Kurator der mineralogischen Sammlung. 1965 wurde er Professor für Mineralogie an der Universität Münster, wo er bis zu seiner Emeritierung im Jahr 1994 blieb. Rufe nach Mainz und Erlangen lehnte er ab.
Bambauer befasste sich mit Quarzen, Feldspaten, Mineralen der Alpen, Boraten in Glas, Umweltmineralogie, Gemmologie, Petrographie sowie Braunkohlenkraftwerksaschen. Eine spezielle Ausbildungsform von Quarzkristallen, die sogenannten „Bambauer-Quarze“, sind nach ihm benannt.
Er erforschte Verfahren zur Schadstoffimmobilisierung in Rauchgasreinigungsrückständen, wofür er 1997 die Georg Agricola Medaille der Deutschen Mineralogischen Gesellschaft erhielt.
1973 bis 1988 war er Herausgeber der wissenschaftlichen Zeitschrift „Fortschritte der Mineralogie“. Neben aktuellen Forschungsberichten verfolgte sie das Ziel, durch überwiegend deutschsprachige Überblicksartikel die Kluft zwischen mineralogischem Standard-Lehrbuchwissen und aktuellen Spezial-Publikationen zu überbrücken. Dieses Konzept war ein Mittel gegen Blickverengungen im akademischen Spezialistentum. Es wirkte der Entwicklung entgegen, dass ein Mineraloge die Arbeiten eines Kollegen nicht mehr ohne erhebliche Eigenrecherche nachvollziehen kann, selbst wenn die Forschungsschwerpunkte der beiden nur wenig auseinanderliegen. Die Zeitschrift „Fortschritte der Mineralogie“ wurde inzwischen eingestellt. Das „European Journal of Mineralogy“, das an ihre Stelle trat, hat ein völlig anderes Konzept, ohne die genannte Brückenfunktion.
Bambauer war seit 1988 Ehrenmitglied der Deutschen Mineralogischen Gesellschaft. 1988 wurde er Vizepräsident der European Mineralogical Association und 1983 Vizepräsident der französischen mineralogischen Gesellschaft. Er war Fellow der Mineralogical Society of America. 1962 erhielt er den Max Berek Preis der Deutschen Mineralogischen Gesellschaft und 1989 den Océ-van-der-Grinten-Preis für Umweltschutz.

## Schriften
- Bearbeitung mit Franz Taborszky, Hans Dieter Trochim von Walter Ehrenreich Tröger: Optische Bestimmung der gesteinsbildenden Minerale, 2 Bände, Schweizerbart, Stuttgart, Band 1 Bestimmungstabellen, 5. Auflage, 1982, Band 2 Textband, 2. Auflage 1969
- mit R. L. Parker Mineralienkunde, Ott Verlag, Thun 1975
- Herausgeber Environmental Mineralogy. Radiation Mineralogy, Advanced Mineralogy, Band 3,  Springer Verlag 1998